# Creatonotos francisca
Creatonotos francisca là một loài bướm đêm thuộc phân họ Arctiinae, họ Erebidae.